# Aguascalientes (állam)
Aguascalientes (jelentése: forró vizek)[forrás?] Mexikó egyik tagállama. 5 618 km²-es területével a legkisebbek közé tartozik, csakúgy, mint lakossága szerint: mindössze 1,2 millióan lakják.

## Földrajz
Az ország középső részén terül el, a Mexikó-fennsík déli részén, a Nyugati-Sierra Madre és a Vulkáni-kereszthegység találkozásánál. Északról, keletről és nyugatról Zacatecas, délről Jalisco állam határolja. Területének körülbelül felét síkságok teszik ki. Az állam jellemző tengerszint feletti magassága 1800–2200 m, legmagasabb pontja az északnyugati sarkában emelkedő, 3050 m magas Cerro la Ardilla (Sierra Fría hegység), legalacsonyabb pontja pedig 1550 m-rel fekszik a tengerszint felett a Calvillo folyó völgyében.

## Népesség
Ahogy egész Mexikóban, a népesség Aguascalientes államban is gyorsan nő, ezt szemlélteti az alábbi táblázat:
| Év   | Lakosság  |
| ---- | --------- |
| 1990 | 719 659   |
| 1995 | 862 720   |
| 2000 | 944 285   |
| 2005 | 1 065 416 |
| 2010 | 1 184 996 |

## Történelme
Az állam területén feltárt régi nyílhegyek, kerámiatöredékek és barlangrajzok tanúsága szerint a vidéket mintegy 20 000 éve lakja már az ember. Az első spanyol, Pedro Almíndez Chirino 1530 végén vagy 1531-ben lépett a területre, Nuño Beltrán de Guzmán megbízásából.
Az innen északra fekvő Zacatecas és a délre fekvő Mexikóváros között hamarosan élénk kereskedelem jött létre, mivel Zacatecasban gazdag ezüstbányákat tártak fel. Az útvonalat azonban védelmezni kellett az utazókat és áruszállítókat gyakran megtámadó indián törzsek ellen, így alakultak ki a mai Aguascalientes első települései, köztük 1575. október 22-én a főváros, akkori nevén Villa de nuestra Señora de la Asunción de las Aguascalientes. A település először alcaldia mayor rangra tett szert és az Új-Galiciai Királyság alárendeltje volt, 1789-től pedig Zacatecas fennhatósága alá tartozott.
1835. május 23-án Antonio López de Santa Anna rendeletére Aguascalientes függetlenné vált Zacatecas államtól (miután ez előbbi megkísérelt elszakadni Mexikótól Zacatecasi Köztársaság néven), első kormányzójává Pedro García Rojast nevezték ki.